# Liste de compagnies aériennes au Gabon
 (mars 2020).
Si vous disposez d'ouvrages ou d'articles de référence ou si vous connaissez des sites web de qualité traitant du thème abordé ici, merci de compléter l'article en donnant les références utiles à sa vérifiabilité et en les liant à la section « Notes et références ».
Liste de compagnies aériennes en activité au Gabon :
- Africa United Airways[1]
- Afric Aviation
- Afrijet Business Service (présent: Afrijet)
- Allegiance Airways Gabon[2]
- Jet Express
- Nationale régionale transport
- Air Affaires Gabon
- RegionAir
- Solenta Aviation

## Sources
1. ↑  « AFRICA UNITED AIRLINE », sur africaunited-airlines.com (consulté le 11 juillet 2025).
2. ↑  « Cinq compagnies aériennes en activité au Gabon », sur www.journal-aviation.com (consulté le 31 mai 2024)

- (en) Cet article est partiellement ou en totalité issu de l’article de Wikipédia en anglais intitulé « List of airlines of Gabon » (voir la liste des auteurs).